# Cornell Farm
Die Cornell Farm ist ein Bauernhof aus dem 19. Jahrhundert bei der Stadt Dartmouth im Bundesstaat Massachusetts der Vereinigten Staaten, der auch heute noch bewirtschaftet wird. Der größte Teil der zum Betrieb gehörenden Grundstücke bildet seit 2009 ein 130 Acres (0,5 km²) großes Naturschutzgebiet, das von der Organisation The Trustees of Reservations verwaltet wird.

## Geschichte
Abraham Cornell kaufte 1844  die erste Parzelle der späteren Farm, nachdem er dafür seine geerbten Besitztümer an der Buzzards Bay verkauft hatte. Die Farm entwickelte sich schnell zu einem wichtigen Versorgungsbetrieb der umliegenden Region sowie zu einem Hauptlieferanten für eine örtliche Molkerei.
Im Jahr 2009 wurde ein Großteil der Landfläche der Farm von der Familie Cornell verkauft, um es unter Schutz stellen zu können. Die Trustees of Reservations arbeiteten gemeinsam mit dem Dartmouth Natural Resources Trust und der Familie an entsprechenden Plänen. Die Einrichtung des Schutzgebiets wurde jedoch erst durch finanzielle Unterstützung des United States Fish and Wildlife Service sowie der Stadt Dartmouth ermöglicht, deren Gelder als Katalysator für ergänzende Spenden von Privatpersonen und des Pew Charitable Trusts wirkten.

## Schutzgebiet
Die einzigartige Kombination aus kultiviertem Hochland, Mischwald und einem unberührten Sumpfgebiet, das über einen schmalen Bach mit Buzzards Bay verbunden ist, wurde mehr als 150 Jahre lang von der Familie Cornell bewirtschaftet und gepflegt. Die tiefe Naturverbundenheit der Familie führte dazu, dass die Landschaft ihren Charakter behalten und 2009 ein offizielles Schutzgebiet ausgewiesen werden konnte, so dass der Erhalt auch für die Zukunft gesichert ist.
Die Farm ist auch weiterhin produktiv tätig und legt ihren Schwerpunkt auf ökologische Landwirtschaft, dient aber auch der Erholung und weiteren Information von Besuchern, die alle Prozesse von der Saat bis zur Ernte nachvollziehen können.